# 10982 Poerink
10982 Poerink (2672 T-3) là một tiểu hành tinh vành đai chính. Nó được đặt tên cho Urijan Poerink.